# Avvelenamento da ferro
L'avvelenamento da ferro è una condizione clinica caratterizzata dall'assunzione acuta o cronica di ferro. Le manifestazioni tossiche iniziano raggiunta la dose di ferro elementare pari o superiore ai 20 mg/kg. Dosi superiori ai 50 mg/kg si accompagnano con manifestazioni tossiche severe. Generalmente si tratta di sali di ferro quali il solfato e il cloruro. Si manifesta anche un'encefalopatia da ferro se si utilizzano troppi preparati di tale minerale.

## Sintomatologia
I gravi avvelenamenti da ferro, generalmente, provocano sintomi entro 6 ore dal sovradosaggio. I sintomi dell’avvelenamento si manifestano solitamente in 5 stadi:
| Stadi    | Tempo dopo il sovradosaggio          | Sintomi |
| -------- | ------------------------------------ | --- |
| Stadio 1 | Nelle 6 ore successive               | Vomito, vomito ematico, diarrea, dolore addominale, irritabilità e sonnolenza. Quando l'avvelenamento è grave, compaiono respiro e ritmo cardiaco accelerato, coma, perdita di coscienza, convulsioni e ipotensione.            |
| Stadio 2 | Tra le 6 e le 48 ore successive      | Le condizioni della persona sembrano in miglioramento. |
| Stadio 3 | Tra le 12 e le 48 ore successive     | Possibile un abbassamento della pressione arteriosa, febbre, sanguinamento, ittero, insufficienza epatica, acidosi metabolica e crisi convulsive.                                                                               |
| Stadio 4 | Tra i 2 e i 5 giorni successivi      | il fegato cessa di funzionare e può verificarsi la morte per shock, emorragia e anomalie della coagulazione. I livelli glicemici diminuiscono e può verificarsi stato confusionale, letargia o coma.                            |
| Stadio 5 | Tra le 2 e le 5 settimane successive | lo stomaco o l’intestino possono presentare occlusioni dovute a fibrosi. La cicatrizzazione in questi due organi può causare dolore addominale crampiforme e vomito. In un secondo momento può verificarsi una cirrosi epatica. |

## Eziologia
Tale avvelenamento può avvenire tramite ingestione, inalazione o assorbimento del ferro.

## Esami
Utile si mostra la radiografia dove si può osservare l'ingestione di pillole del minerale, anche esami del sangue per controllarne i valori di ferro. Inoltre si utilizza il test con l'uso di deferoxamina per evincere, grazie ad un cambiamento di colore delle urine, la presenza di ferrioxamina.

## Trattamento
Il trattamento specifico si effettua con la lavanda gastrica, si utilizza anche l'irrigazione intestinale a cui deve eseguire un controllo per essere certi dell'eliminazione del ferro dal corpo. Se si sono ingerite delle pastiglie devono essere estratte tramite endoscopia.